# Hankensbüttel

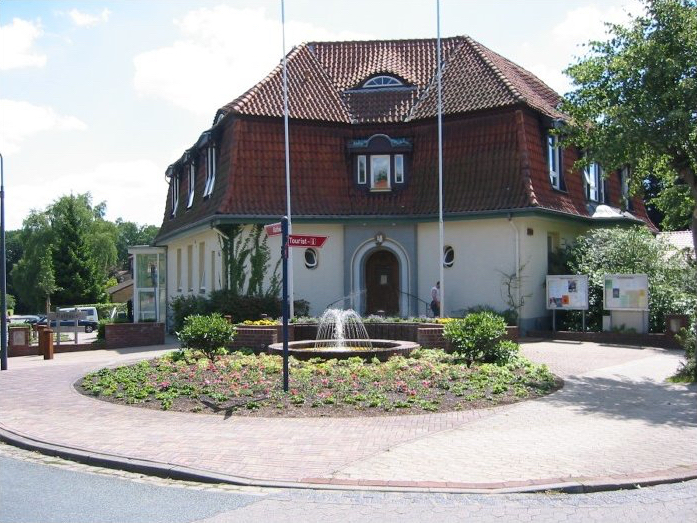
Rathaus von Hankensbüttel

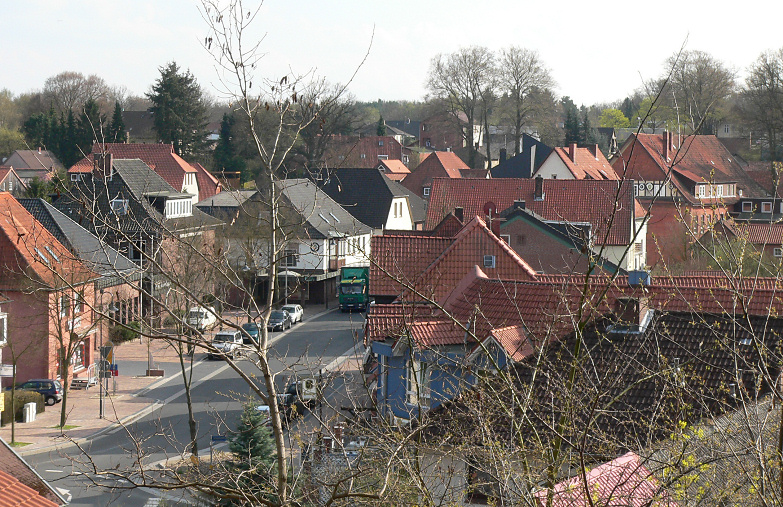
Blick auf Hankensbüttel

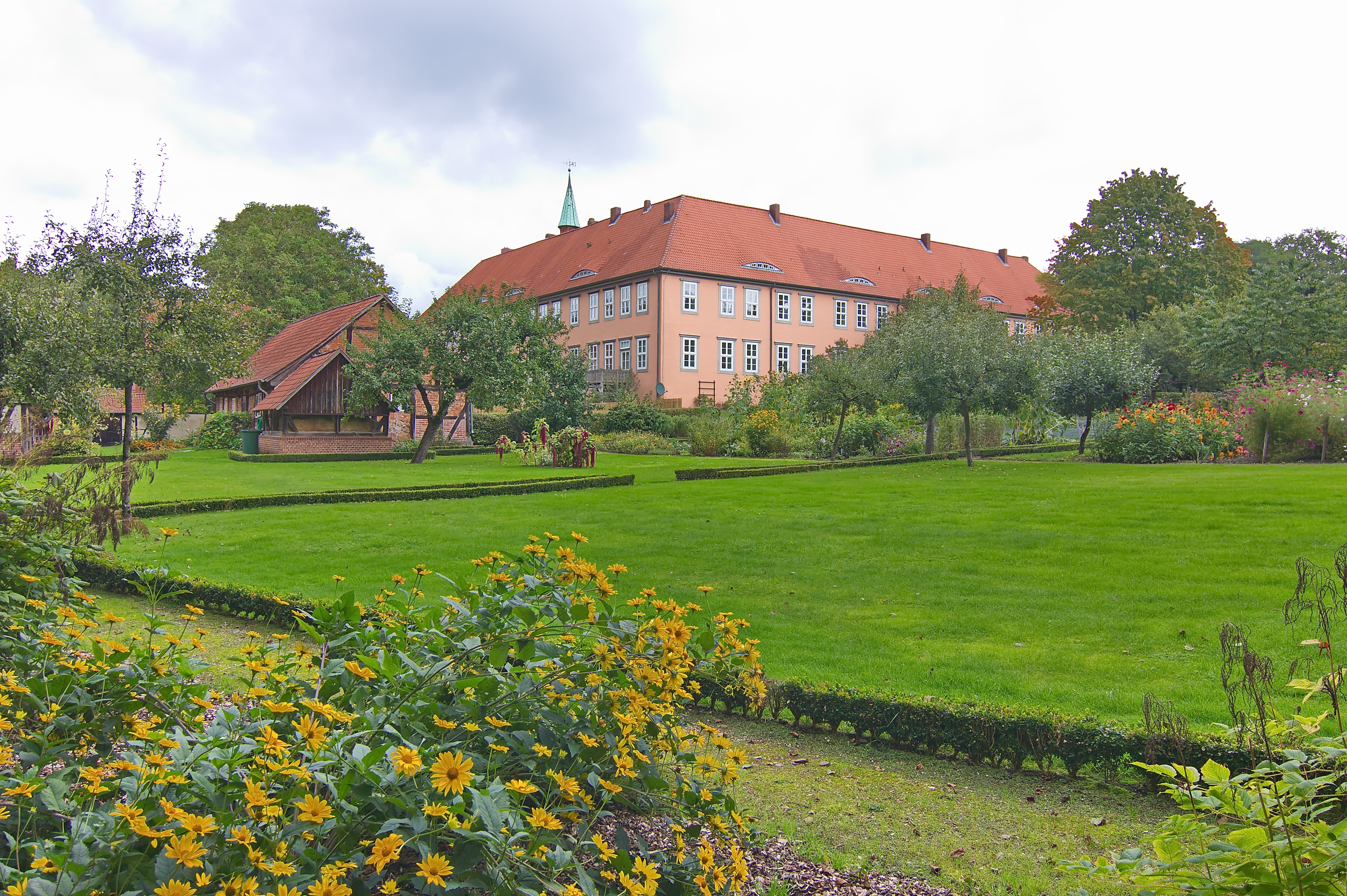
Kloster Isenhagen

Hankensbüttel ist eine Gemeinde im niedersächsischen Landkreis Gifhorn. Die Gemeinde Hankensbüttel ist Mitgliedsgemeinde der Samtgemeinde Hankensbüttel, deren Verwaltungssitz sie ist.

## Geografische Lage
Hankensbüttel liegt in Niedersachsen im Landkreis Gifhorn. Die nächstgelegenen Städte sind Wittingen, Uelzen, Celle, Gifhorn und Wolfsburg.

## Geschichte
Historisch gehört Hankensbüttel zu der Gruppe der Büttel-Ortschaften. Die erste Erwähnung entstammt einer Urkunde von Kaiser Heinrich III. aus dem Jahre 1051, in welcher der Ort als „Honengesbuthele“ nachweislich erwähnt wird. Zu dieser Zeit herrschte das Geschlecht der Billunger, Gefolgsleute der Kaiser des Heiligen Römischen Reiches, in der Region. An wichtigen Heer- und Handelsstraßen gelegen, kam es rasch zu einer günstigen Entwicklung. Schutz bot ein adliger Großhof, dessen Existenz bereits für das 10. Jahrhundert vermutet wird, während für das 13. Jahrhundert ein Conradus Honeskesbutle als Burgherr nachgewiesen ist. Schon im 11. Jahrhundert war Hankensbüttel Zentrum eines ausgedehnten Pfarrsprengels und Sitz des bischöflichen Sendgerichtes des Bistums Hildesheim. Zur Mitte des 12. Jahrhunderts befanden sich hier auch ein Gohgericht und ein Gohgräfenhof. Nachdem die Billunger 1106 ausgestorben waren, kam die Region unter die Herrschaft der Welfen, ab 1267 zur Lüneburger Linie.
Im Dreißigjährigen Krieg lag Hankensbüttel im Durchmarschgebiet der kämpfenden Truppen, zeitweise wurde die Kirche als Armeelager und Pferdestall missbraucht. Im 18. und 19. Jahrhundert durchlebte der Ort die wechselvolle Geschichte des Hannoverschen Herrschaftshauses. Während des Siebenjährigen Krieges (1756–1763) stand Hankensbüttel ebenso wie während der Zeit des Königreiches Westphalen (1807–1813) unter französischer Herrschaft, und ab 1866 gehörte es zu Preußen. Durch die preußische Kreisreform wurde Hankensbüttel 1885, das zu dieser Zeit etwa 1200 Einwohner hatte, in den neu geschaffenen Kreis Isenhagen eingegliedert, der 1933 im Kreis Gifhorn aufging. 1904 erfolgte der Anschluss Hankensbüttels an die Bahnstrecke Celle–Wittingen. Der Personenverkehr auf dieser Strecke wurde 1974 eingestellt.
Seit 1974 ist Hankensbüttel Verwaltungssitz der gleichnamigen Samtgemeinde.

### Herkunft des Ortsnamens
Alte Bezeichnungen des Ortes sind 1051 Honengesbvthele, 1221 Honekesbutle, 1364 Honkesbutle und 1567 Hankensbüttel.
Bildung aus einem Personennamen Honik oder Honing, suffigierter Kurzname. Der Kurzname Hon(i) wird von Kaufmann als Ablautform zum Personennamen-Stamm han angesehen, dazu asächs., mnd. „Huhn“. Hon in PN hat nach Kaufmann die Bedeutung „Sänger“. Der Kurzname ist entweder mit einem stark flektierten k-Suffix (s. Barsbüttel) oder nach den ersten Belegen mit -ing- (s. Allingbüttel) abgeleitet. Da -ing- im Allgemeinen auch so bzw. ostfäl. als -igg- erscheint und -eng- nur zweimal belegt ist, ist evtl. eher von einem k-Suffix auszugehen. Im zweiten Teil altsächsisch (gi)butli „Siedlung“.

### Eingemeindungen
Am 25. September 1928 beschloss das Preußische Staatsministerium, dass die Gemeinde Hankensbüttel aufgelöst und mit der ebenfalls aufzulösenden Gemeinde Isenhagen zu einer neuen Gemeinde zusammengeschlossen werden soll, die den Namen „Isenhagen-Hankensbüttel“ trägt. Mit einem Erlass des niedersächsischen Innenministers vom 22. April 1949 wurde der Name der Gemeinde Isenhagen-Hankensbüttel in Hankensbüttel geändert, der bis heute Bestand hat.
Im Zuge der Gebietsreform in Niedersachsen, die am 1. März 1974 stattfand, wurden die zuvor selbständigen Gemeinden Alt Isenhagen und Emmen in die Gemeinde Hankensbüttel eingegliedert.

### Einwohnerentwicklung

Einwohnerentwicklung von Hankensbüttel von 1905 bis 2017 nach nebenstehender Tabelle

| Jahr              | Einwohner |
| ----------------- | --------- |
| 1. Dezember 1905  | 1723      |
| 16. Juni 1925     | 2114      |
| 16. Juni 1933     | 2235      |
| 29. Oktober 1946  | 4117      |
| 6. Juni 1961      | 4119      |
| 27. Mai 1970      | 3978      |
| 31. Dezember 1989 | 3927      |
| 31. Dezember 2009 | 4365      |
| 31. Dezember 2010 | 4350      |
| 31. Dezember 2011 | 4298      |
| 31. Dezember 2015 | 4385      |
| 31. Dezember 2017 | 4491      |

## Politik

### Rat
Der Rat der Gemeinde Hankensbüttel setzt sich aus 15 Ratsfrauen und Ratsherren folgender Parteien zusammen:
|      | SPD | CDU | WIH | Grüne | FDP | Gesamtsitze |
| 2001 | 2   | 7   | 2   | 2     | 2   | 15          |
| 2006 | 3   | 8   | 0   | 2     | 2   | 15          |
| 2011 | 4   | 7   | 0   | 2     | 2   | 15          |
| 2016 | 3   | 8   | 2   | 1     | 1   | 15          |
| 2021 | 4   | 6   | 2   | 2     | 1   | 15          |

(Stand: November 2021)

### Bürgermeister
Der Bürgermeister Dirk Köllner (CDU) ist seit 7. November 2016 im Amt und löste damit den vorherigen Bürgermeister Martin Rausch (SPD) ab. Er wurde am 15. November 2021 im Amt bestätigt. Seine Stellvertreter sind (1.) Rainer Nuth (SPD) und (2.) Hinrich Schulze (CDU).
Frühere Bürgermeister:
- Beate Harms, CDU (2006–2011)
- Martin Rausch, SPD (2011–2016)

### Wappen
Der Entwurf des Kommunalwappens von Hankensbüttel stammt von dem Heraldiker und Wappenmaler Gustav Völker, der zahlreiche Wappen in der Region Hannover erschaffen hat. Die Genehmigung des Wappens wurde am 3. April 1948 durch den Niedersächsischen Minister des Innern erteilt.
| Wappen von Hankensbüttel | Blasonierung: „In Grün durch einen silbernen Wellenbalken schräglinks geteilt und belegt mit einem gestürzten goldenen Schwert, oben ein silberner Abtstab, unten ein silbernes Hufeisen.“ |
| Wappen von Hankensbüttel | Wappenbegründung: Der Wellenbalken verweist auf den Fluss Ise, der früher Grenzlinie zwischen Gauen und später zwischen den Bistümern Hildesheim, Verden und Halberstadt war. Das Schwert symbolisiert den Verwaltungs- und Gerichtssitz der früheren Gografschaft, der Abtstab den Ort als kirchliches Zentrum sowie das Kloster Isenhagen. Das Hufeisen erinnert an eine Rast- und Ausspannstätte, die sich an einer durch den Ort führenden Straße befand. Diese Nord-Süd-Heerstraße zog sich von Lübeck bis nach Innsbruck. |

### Flagge
- Die Farben der Gemeinde Hankensbüttel sind Grün-Silber (Weiß).

### Städtepartnerschaften
Hankensbüttel unterhält zwei Städtepartnerschaften:
- Hainewalde, Sachsen, Deutschland
- Le Mesnil-Saint-Denis bei Paris, Frankreich (seit 1984)[9], zudem künftig zusammen mit Samtgemeinde Hankensbüttel[10]

Im Zentrum ist 1990 der Platz der Partnerschaften städtebaulich geschaffen worden.

## Kultur und Sehenswürdigkeiten

### St.-Pankratius-Kirche

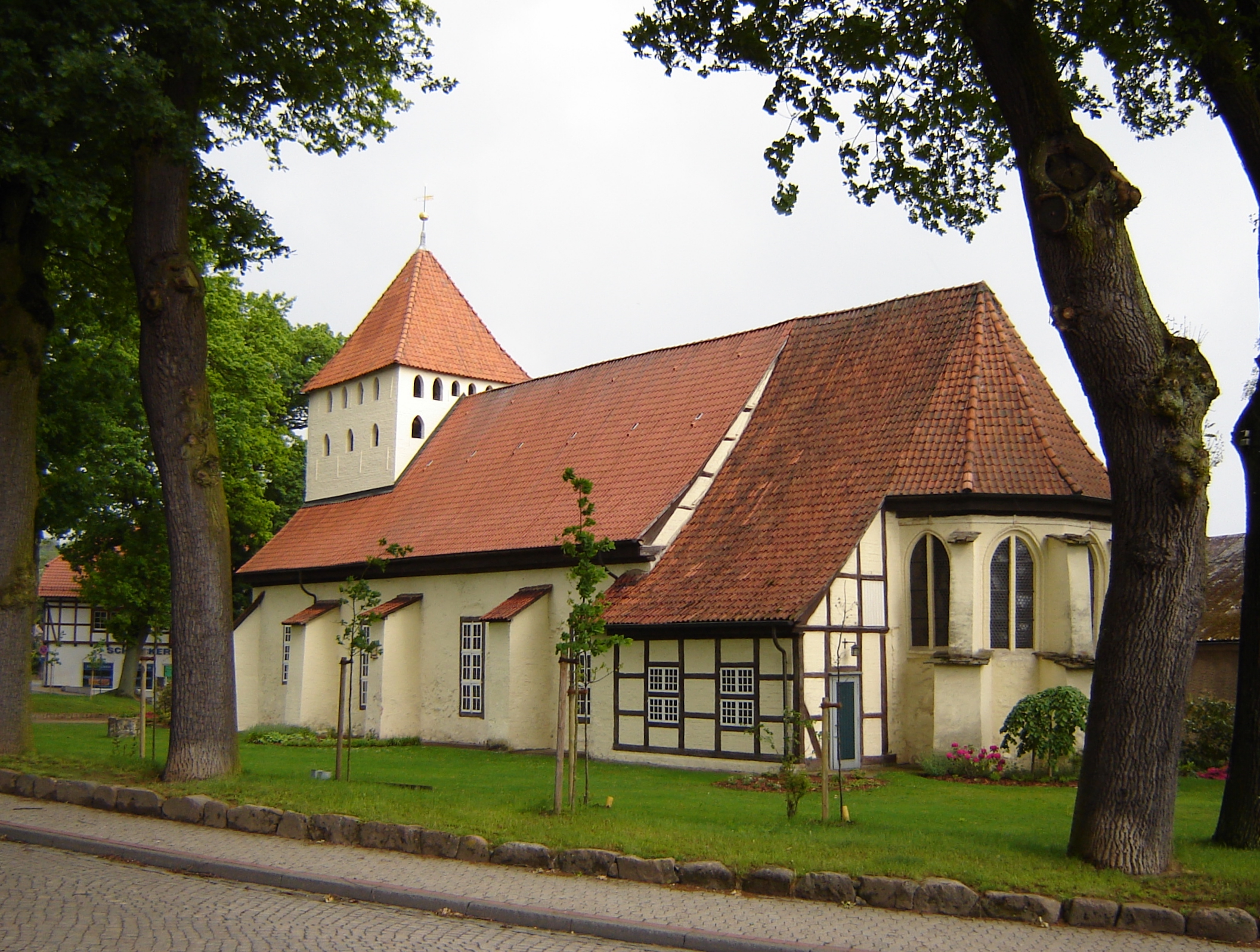
St.-Pankratius-Kirche

Ein genaues Datum für die Entstehung der St.-Pankratius-Kirche ist nicht bekannt. Allerdings ist sicher, dass zum Zeitpunkt der ersten urkundlichen Erwähnung von Hankensbüttel im Jahre 1051 der Ort bereits Sitz eines Pfarrbezirks war. Daher kann von einem Gründungsdatum im ersten Jahrtausend ausgegangen werden. Die Kirche ist einem jungen Märtyrer gewidmet, der unter dem römischen Kaiser Diokletian (284–305) enthauptet wurde. Entsprechend ihrer hervorgehobenen Bedeutung fiel der Bau der Kirche sehr kompakt aus. Der romanische Saalbau wurde mit bis zu zwei Meter starken Mauern umfasst und hatte ursprünglich nur kleinformatige Fenster. Der gedrungene Turm war wahrscheinlich von Anfang an Bestandteil des Bauwerkes. Vermutlich im 15. Jahrhundert wurde das romanische durch ein gotisches Gewölbe ersetzt, das in der Folgezeit jedoch die Seitenmauern bis zu 60 cm auseinanderdrückte, sodass diese zur Stabilisierung von außen mit Strebepfeilern gestützt werden mussten. Die Deckengewölbe sind mit Malereien aus dem 15. und 18. Jahrhundert geschmückt. Eine Beschreibung findet sich in Arno Schmidts Roman KAFF auch Mare Crisium aus dem Jahr 1960. Ältestes Inventarstück ist ein aus einem Eichenholzstück geschnitztes Triumphkreuz, das wahrscheinlich um 1230 angefertigt wurde. Das aus sieben Glocken bestehende Geläut gehört zu den ältesten der Region, denn eine Glocke wurde bereits um 1250 gegossen.

### Kloster Isenhagen
Das Kloster Isenhagen im heutigen Hankensbütteler Ortsteil Isenhagen entstand in den Jahren 1345–1350 als Zisterzienserinnenkloster und ist seit 1540 ein evangelisches Damenstift. Das klösterliche Brauhaus mit Museum sowie ein Stauden- und Kräutergarten sind öffentlich zugänglich. Die Stiftskirche gehört zur Kirchengemeinde Hankensbüttel.
Der Stadtwald Hagen verbindet Isenhagen  und Hankensbüttel als Kulturraum: kulturgeschichtliches Zeugnis und Naherholungsgebiet mit Naturschutz.

### Otterzentrum

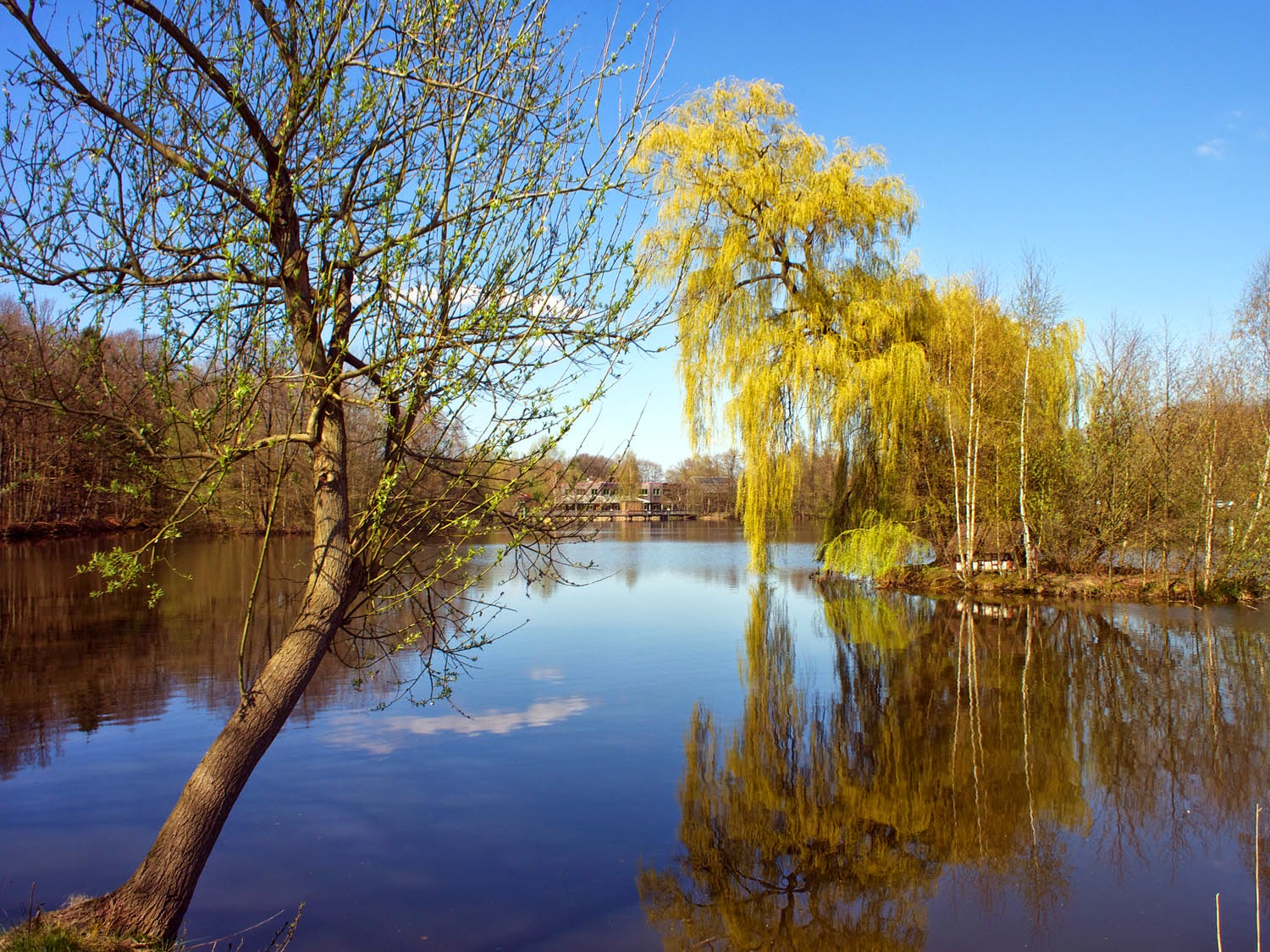
Blick über den Isenhagener See

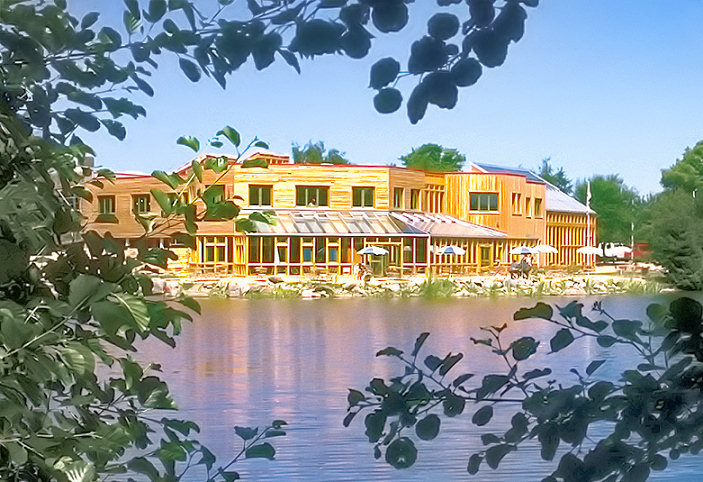
Otterzentrum am Isenhagener See

Im Ortsteil Isenhagen besteht seit 1988 das Otter-Zentrum auf einem sechs Hektar großen Freigelände, das vom Verein „Aktion Fischotterschutz e. V.“ betrieben wird. Die Einrichtung liegt direkt am Isenhagener See.
Der Isenhagener See wurde in den 1960er Jahren durch Ausbaggern künstlich angelegt, begünstigt durch die Auenlage ist der See grundwassergespeist. An der Stelle befanden sich über mehrere hundert Jahre Fischteiche des nahe gelegenen Klosters Isenhagen, die im 19. Jahrhundert zur Wiese wurden.

### Sonstiges
Im Musental sind Verweise auf die musische Tradition von Künstlern räumlich und skulptural interpretiert. Es dient der Naherholung und Veranstaltungen.
Mit der Gründung der Samtgemeinde Hankensbüttel 1974 entstand ein Haus des Gastes. Das 1996 neu gestaltete Bürgerhaus, in der Typologie eines früheren bürgerlichen Stadthauses, bietet den Vereinen und Bürgern einen Konferenzraum und ein kleines Kulturschaufenster. Es dient als Ersatz des früheren Haus des Gastes, das zum Otter-Zentrum wurde. Aula, Ausstellungshalle und Kulturhaus fehlen seit dem.

### Regelmäßige Veranstaltungen
- Klosterhofkonzert, jährlich im frühen Sommer (Konzert, teils nur Chöre, teils konzertant im Kloster Isenhagen)
- Weinfest, erstes Wochenende im August (gerade Jahreszahlen)
- Heidmärker-Fest, erstes Wochenende im August (ungerade Jahreszahlen)
- Kartoffeltag, viertes Wochenende im August
- Gewerbeschau, drittes Wochenende im Oktober
- Schützenfest, erstes vollständiges Wochenende im Juli (ab dem ersten Freitag im Juli)
- Rock gegen Gewalt, zweiter oder dritter Samstag im November

### Vereine und Verbände

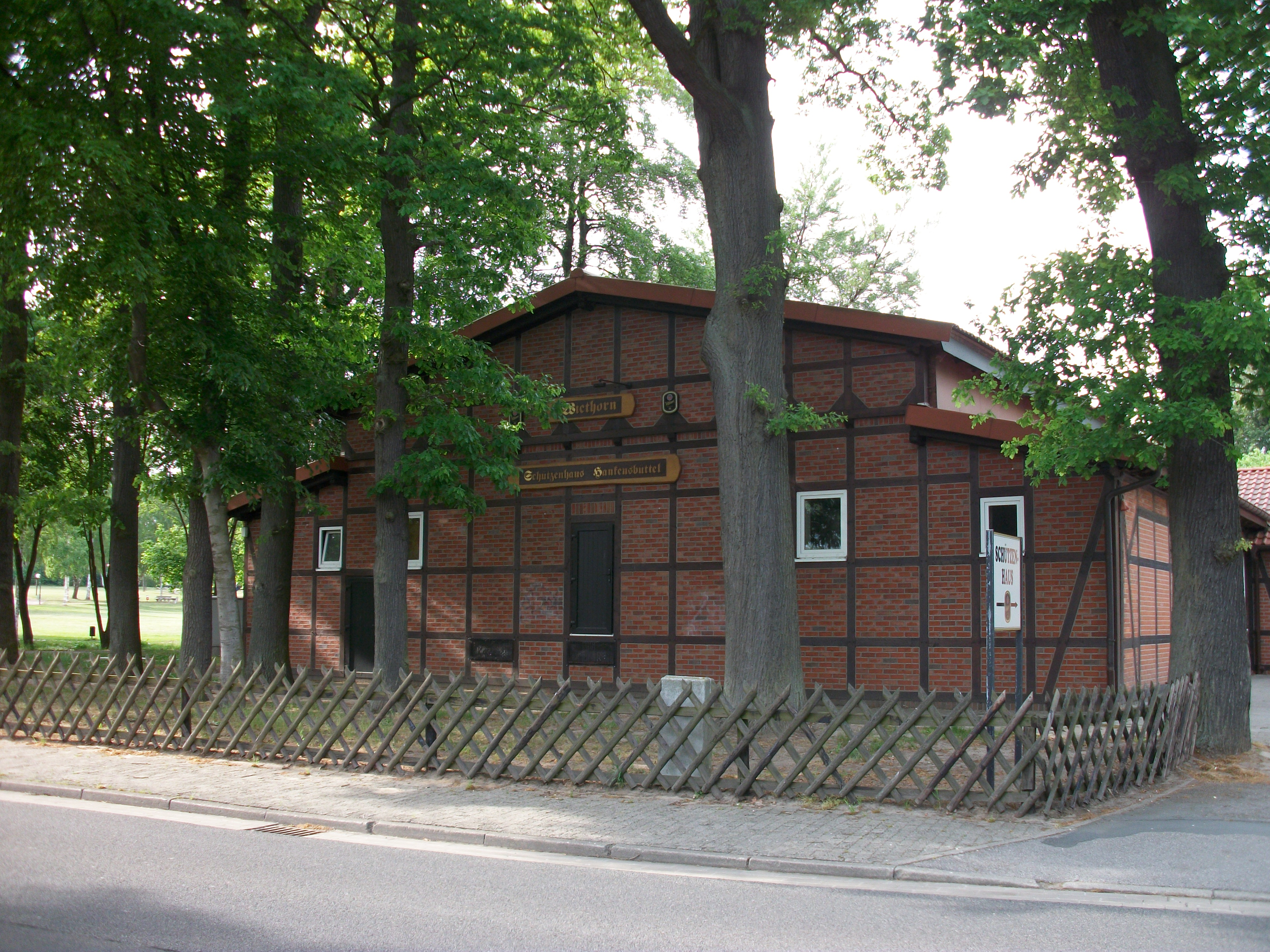
Schützenhaus auf dem Wiethorn

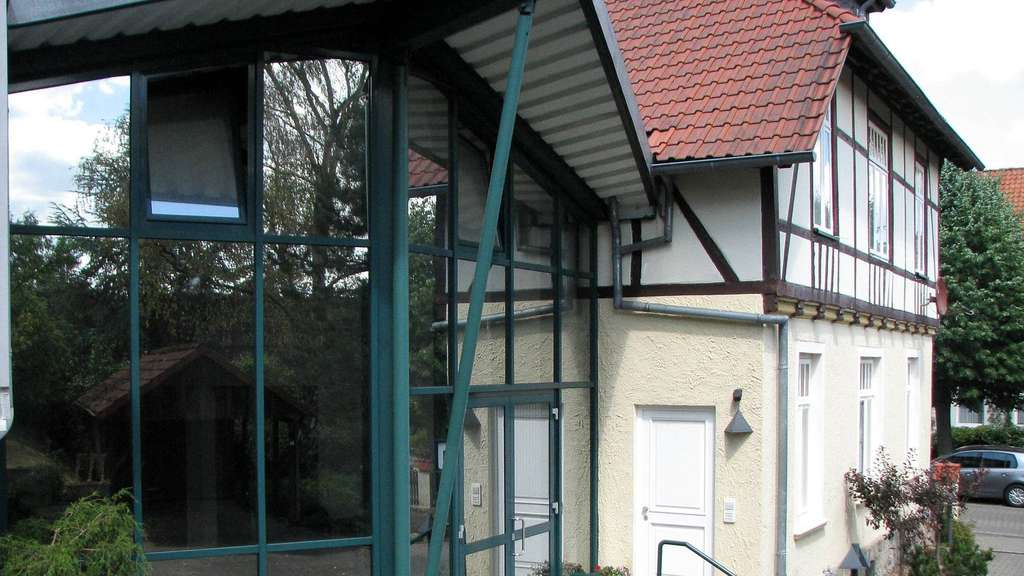
Bürgerhaus Hankensbüttel

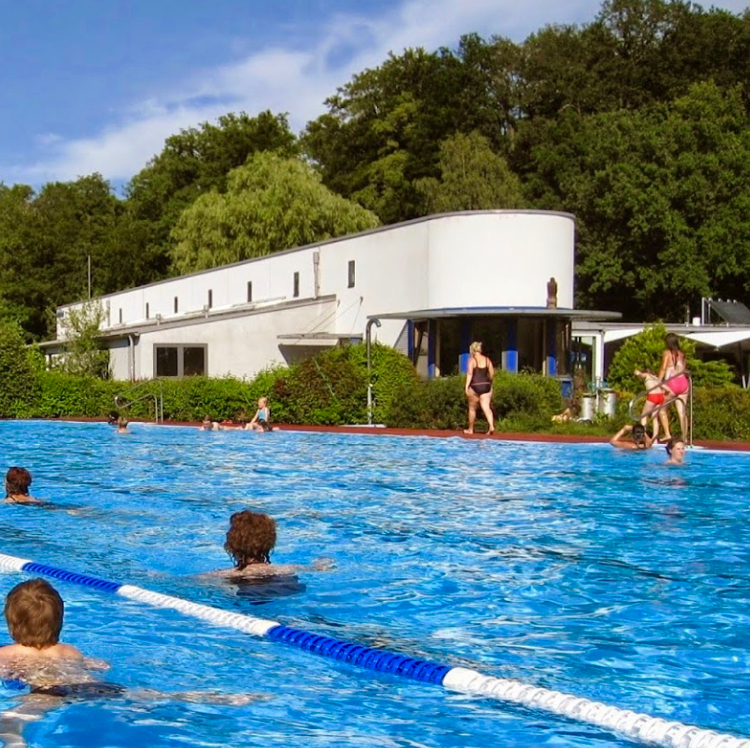
Freibad Waldbad Hankensbüttel am Hagen

- Freiwillige Feuerwehr Hankensbüttel
- Deutsches Rotes Kreuz Hankensbüttel
- DLRG-Ortsgruppe Hankensbüttel
- Aktion Fischotterschutz e. V., Betreiber vom Otterzentrum Hankensbüttel
- Amnesty International e. V. Hankensbüttel
- Angelsportverein Hankensbüttel und Umgebung e. V.
- Bühnenspielverein, Amateurtheater, Karnevalsverein
- Cochabamba Hilfe für Bolivien e. V.
- FSV Nord e. V. Freizeit Sport Verein Nord
- Gewerbeverein Hankensbüttel e. V.
- Heimatverein Isenhagen-Hankensbüttel e. V.
- Kulturverein Hankensbüttel e. V.[13]
- Landjugend Hankensbüttel e. V.
- Musikzug Hankensbüttel
- Reit- und Fahrverein Hankensbüttel e. V.
- Ruderverein am Gymnasium Hankensbüttel e. V.
- Schützengesellschaft Hankensbüttel-Isenhagen e. V.
- SV Hankensbüttel von 1901 e. V.

## Wirtschaft und Infrastruktur

### Unternehmen
In einer 1972 errichteten Fabrik der Firma Lorenz Snack-World werden Kartoffelchips und andere Snackprodukte hergestellt.
Die Hankensbütteler Kunststoffverarbeitung GmbH & Co. KG stellt seit 1972 Kunststoffteile her. Heute ist das Unternehmen hauptsächlich Zulieferer für die Volkswagen AG.
Seit 1954 wird in Hankensbüttel Erdöl gefördert.

### Bildung

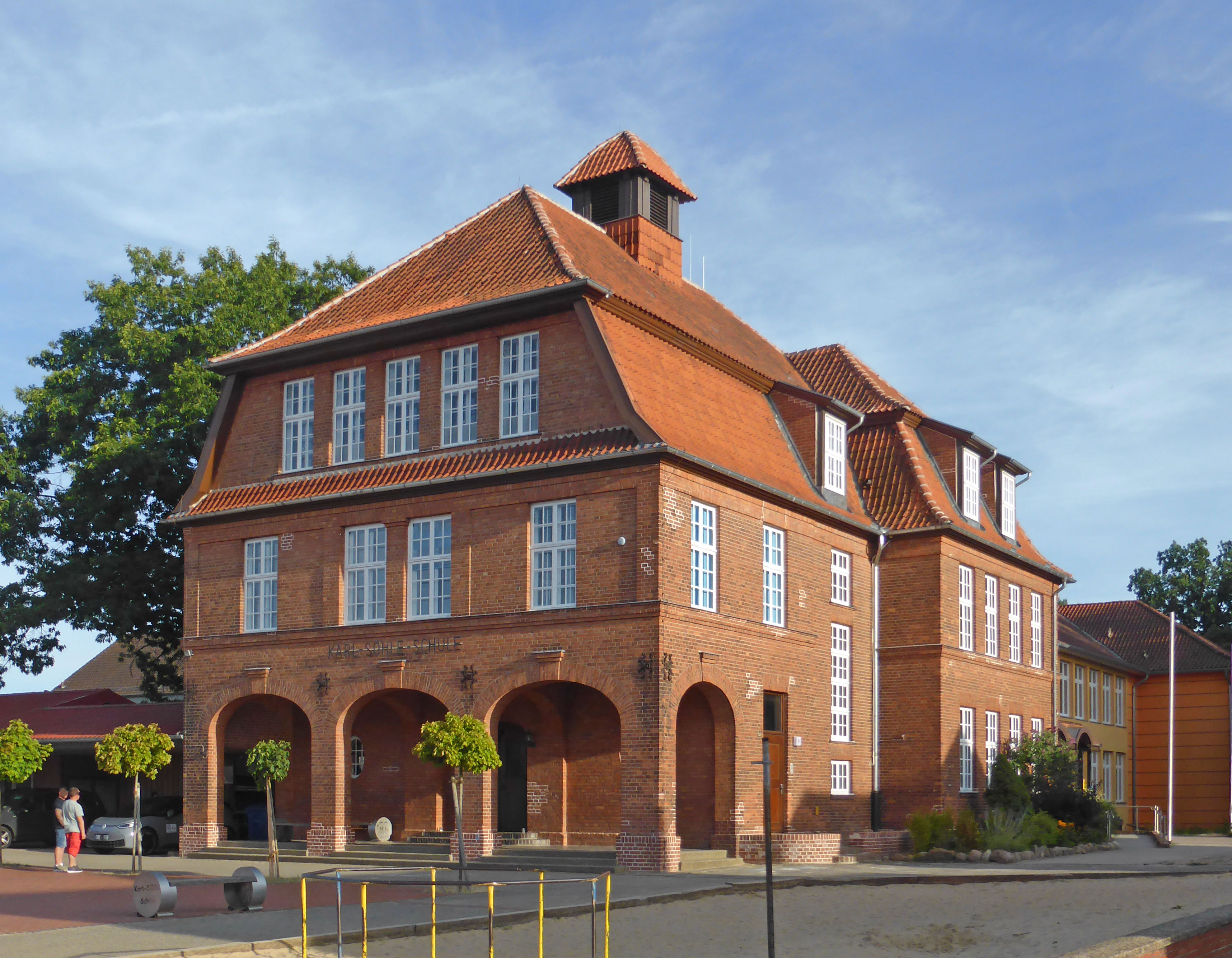
Karl-Söhle-Schule

- Karl-Söhle-Grundschule (1912 bis 1914 als Volksschule nach Plänen von Otto Haesler erbaut)
- Schulzentrum mit Außenstelle des Gymnasiums und der Hauptschule (ehemalige Orientierungsstufe) nach dem Frankfurter Programm aus Stahlbetonfertigteilen
- Gymnasium Hankensbüttel
- Augenoptikerschule (im Gebäude der 1960/61 erbauten ehemaligen Landwirtschaftlichen Berufsschule im Ortsteil Isenhagen)
- Fachakademie für Augenoptik (im Ortsteil Isenhagen)

## Persönlichkeiten

### Söhne und Töchter der Gemeinde
- Gerhard Drees (1925–2015), Bauingenieur, Hochschullehrer und Unternehmer
- Peter Sakuth (* 1948), Verwaltungsbeamter, Unternehmer und Politiker (SPD)
- Manfred Strößenreuther (1948–1986), Sportflieger und mehrfacher Welt- und Europameister im Kunstflug
- Eckhard Lucius (1954–2011), Biologiedidaktiker
- Cornelia Vismann (1961–2010), Rechtshistorikerin, Medientheoretikerin und Philosophin
- Anja Wrede (* 1968), Diplom-Pädagogin, Spieleentwicklerin

### Ehrenbürger der Gemeinde
(unvollständig)
- Horst Louis Weber (1914–ca. 1995), Kunstlehrer am Gymnasium Hankensbüttel, Maler, Zeichner, Grafiker[14]
- Gerhard Czichos (1920–2021), Gemeindedirektor (1959–1974), Samtgemeindedirektor (1974–1983), parteilos, Stifter und Mäzen

### Personen, die mit der Gemeinde in Verbindung stehen
- Georg von Eucken-Addenhausen (1855–1942), Jurist und Politiker, Rechtsreferendar in Isenhagen
- Karl Söhle (1861–1947), Schriftsteller, Musikkritiker, verbrachte Kindheit und Jugend in Hankensbüttel
- Hans von Lüpke (1866–1934), liberaler lutherischer Theologe und Publizist, Pfarrer in Isenhagen (1919–1925)
- Erich Hoyer (1880–1943), Pastor in Isenhagen, starb in Isenhagen
- Otto Haesler (1880–1962), Architekt, Vertreter des Bauhauses, sowie für Neues Bauen, Architekt der Karl-Söhle-Schule
- Otto Gakenholz (1890–1973), Postmeister im Reichspostdienst in Isenhagen-Hankensbüttel, Politiker (NSDAP)
- Johannes Schulze (1901–1980), evangelisch-lutherischer Theologe, Pastor in der St.-Pankratius-Kirche in Hankensbüttel
- Philipp von Bismarck (1913–2006), Mitglied des EU-Parlaments ab 1979 für die Region Isenhagen
- Karl-Heinrich Büchsel (1922–2009), Landeskirchenmusikdirektor, und Kantor der Kirche St. Pankratius in Hankensbüttel
- Heinrich Warnecke (1923–1995), Politiker (CDU) und Abgeordneter des Niedersächsischen Landtages, Vorsitzender des Aufsichtsrates der Landwirtschaftlichen Ein- und Verkaufsgenossenschaft in Hankensbüttel
- Georg Arfmann (1927–2015), Bildhauer, schuf in Hankensbüttel die Schweinegruppe mit Mädchen (1991) aus Bronze
- Brunhild von Oertzen  (1930–2002), Äbtissin des Klosters Isenhagen 1974–2000
- Dietmar Cordan (* 1941), Tenor und Opernsänger, Autor, wurde in Hankensbüttel entdeckt
- Volker Ullrich (* 1943), Publizist und Historiker, ging in Hankensbüttel zur Schule
- Klara Butting (* 1959), evangelische Theologin, Hochschullehrerin und Buchautorin, ging in Hankensbüttel zur Schule
- Astrid Frohloff (* 1962), Journalistin und Fernsehmoderatorin, Absolventin des Gymnasiums Hankensbüttel